# احمد علاءالدین
احمد علاءالدین (زادهٔ ۳۱ ژانویهٔ ۱۹۹۳ در اسماعیلیه در مصر) یک بازیکن فوتبال اهل قطر است که در پست مهاجم برای باشگاه فوتبال الریان در لیگ ستارگان قطر بازی می‌کند.
وی در مسابقات فوتبال زیر ۲۳ سال آسیا ۲۰۱۶ آقای گل شد.